# P. Mettupalayam
P. Mettupalayam es una ciudad y nagar Panchayat situada en el distrito de Erode en el estado de Tamil Nadu (India). Su población es de 9109 habitantes (2011). Se encuentra a 12 km de Erode y a 72 km de Salem.

## Demografía
Según el censo de 2011 la población de P. Mettupalayam era de 9109 habitantes, de los cuales 4504 eran hombres y 4605 eran mujeres. P. Mettupalayam tiene una tasa media de alfabetización del 69,46%, inferior a la media estatal del 80,09%: la alfabetización masculina es del 79,27%, y la alfabetización femenina del 59,92%.